# Richard Meili
Pour les articles homonymes, voir Meili (homonymie).
Richard Meili, né le 28 février 1900 à Schaffhouse et mort le 5 juillet 1991 à Gümligen, est un psychologue suisse connu pour ses travaux en psychologie du développement en diagnostic psychologique et concernant l'analyse des facteurs de l'intelligence.

## Biographie
Meili a fait ses études à l'université d'Iéna, à l'université de Berne et à l'université Frédéric-Guillaume de Berlin avec Wolfgang Köhler et Kurt Lewin en la psychologie de la forme, ainsi qu'avec Hans Rupp, en psychologie du travail. 
De 1926 à 1941 il est assistant, chef de travaux  et successeur de Jean Piaget à l'institut Jean-Jacques Rousseau de l'université de Genève. 
Il soutient son habilitation universitaire en 1931, avec une thèse intitulée Recherches sur les formes de l’intelligence sous la direction d'Édouard Claparède à Genève.
En 1949 Richard Meili devient professeur en psychologie à l'université de Berne et, en 1953, il est fondateur de l'institut de psychologie de l'université.
Il est membre fondateur de la Société suisse de psychologie qu'il préside durant plusieurs années, rédacteur de la Revue suisse de psychologie et éditeur de la revue allemande Zeitschrift für experimentelle und angewandte Psychologie. 

## Distinctions
- 1980 : docteur honoris causa de l'université de Salzbourg[1].

## Publications
- Introduction au diagnostic psychologique
- Analytischer Intelligenztest, AIT (Test analytique de l'intelligence), 1966
- Anfänge der Charakterentwicklung (Les débuts du développement de la personnalité), 1957
- Die Struktur der Intelligenz (La structure de l'intelligence), 1981